# Bungil Creek
Bungil Creek je říčka ve státě Queensland v Austrálii. Náleží k povodí Murraye.

## Průběh toku
Pramení v oblasti Bymount severně od města Roma. Protéká městem a vlévá se do Spring Creeku, který ústí do řeky Balonne 7 km západně od města Surat.

### Přítoky
Celkem má 14 přítoků z nichž 5 nejvýznamnějších je Mooga Mooga Creek, Bony Creek, Hurdle Creek, Waterhole Creek a Macks Gully.

## Vodní režim
Bungil Creek má normálně velmi malý průtok, ale při prudkých deštích může dojít k rozsáhlým záplavám i díky povodí o rozloze 710 km2.